# Peruanische Streitkräfte

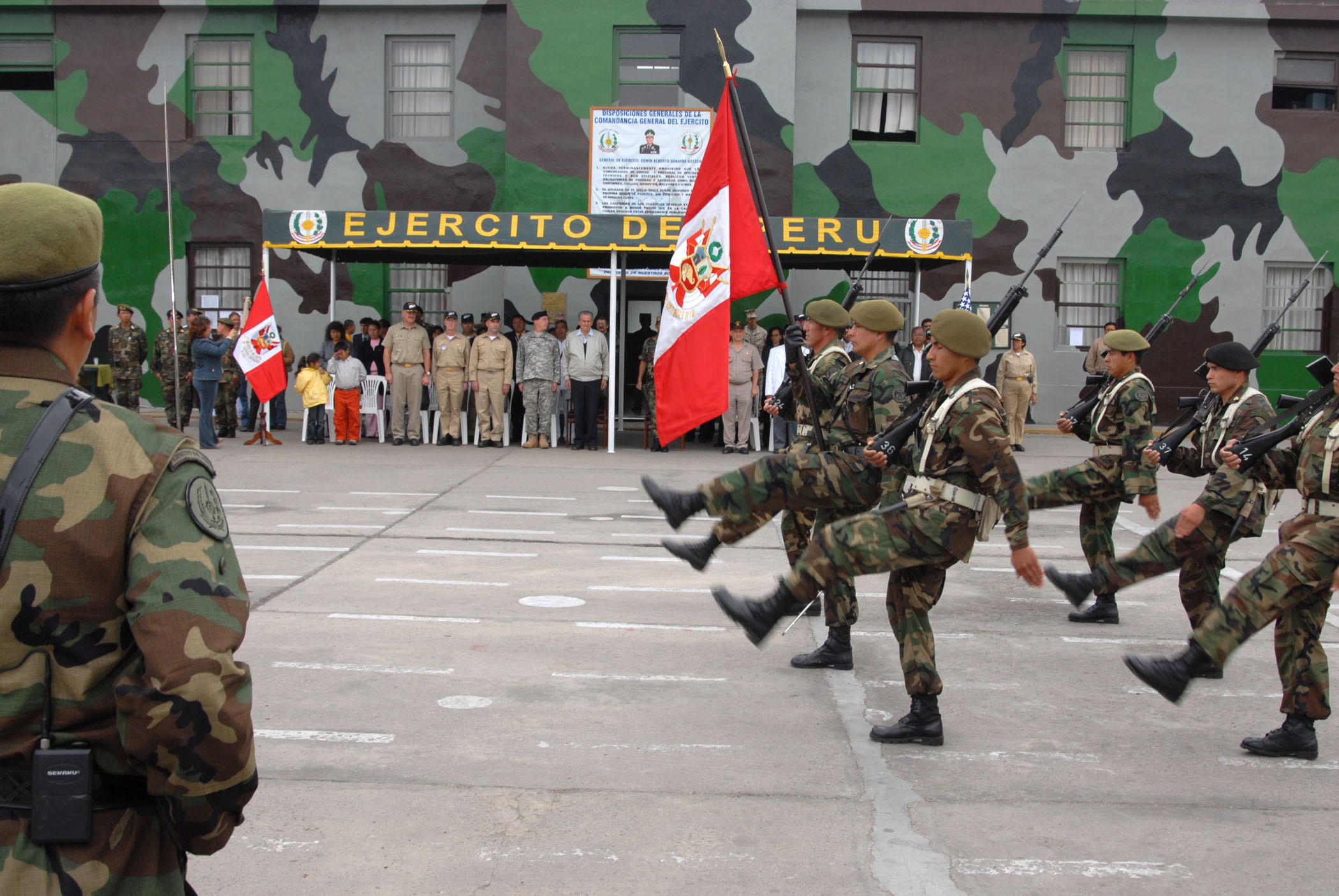
Peruanische Heeressoldaten in Trujillo (2007)

Die peruanischen Streitkräfte (spanisch Fuerzas Armadas de la República del Perú) bestehen aus folgenden Teilstreitkräften:
- Peruanisches Heer (Ejército del Perú)
- Peruanische Marine (Marina de Guerra del Perú)
- Peruanische Luftwaffe (Fuerza Aérea del Perú).

Traditionell wird auch die peruanische Nationalpolizei (Policía Nacional del Perú) den Streitkräften zugerechnet.

## Organisation
Es existiert keine Wehrpflicht in Peru, Frauen im Alter von 18 bis 45 Jahren und Männer im Alter von 18 bis 50 Jahren können sich jedoch freiwillig dafür entscheiden, militärischen Dienst zu leisten.
Oberbefehlshaber der peruanischen Streitkräfte ist gemäß Artikel 167 der peruanischen Verfassung von 1993 der peruanische Präsident.
Der 24. September ist der Tag der Streitkräfte (Dia de las fuerzas armadas).

## Personal und Ausrüstung
Von den rund 81.000 Soldaten der peruanischen Streitkräfte gehören 47.500 Soldaten dem Heer, 24.000 Soldaten der Marine und 9.500 Soldaten der Luftwaffe an. Daneben gibt es rund 188.000 Reservisten und 77.000 Mann, die paramilitärischen Einheiten angehören (Küstenwache, Nationalpolizei).

### Heer
Das Heer verfügt über Kampfpanzer der Typen T-55 und AMX-13, Schützenpanzer vom Typ M-113 und UR-416 sowie Artillerie (D-30 (2A18), M101, M109 und M114 Haubitzen), Flugabwehrsysteme (ZSU-23-4 Shilka) und Hubschrauber (Mi-2, Mi-17).

### Marine
Flaggschiff der Marine war seit 1973 bis zur Außerdienststellung 2017 der Kreuzer Almirante Grau. Die Marine verfügt zudem über acht Fregatten der Carvajal-Klasse, sechs Korvetten des Typs PR-72P, drei Landungsschiffe sowie sechs U-Boote der U-Boot-Klasse 209 (zwei Islay-Klasse, vier Angamos-Klasse).

### Luftwaffe
Die Luftwaffe verfügt über Kampfflugzeuge der Typen MiG-29, Su-25 und Mirage 2000  sowie Mi-25-Kampfhubschrauber. Als leichtes Erdkampfflugzeug wird auch die Cessna A-37 eingesetzt.